# MG 30
La Maschinengewehr 30, o MG 30 era una metralladora de disseny alemany que va veure serveis en diverses forces armades en la dècada de 1930. També va ser modificada per a ser utilitzada com a metralladora estàndard de les forces aèries alemanyes, i va ser adoptada com a MG 15 i MG 17. És més coneguda per ser el disseny que va inspirar les MG 34 i MG 42, i va ser conseqüentment un dels ancestres més antics de moltes de les armes que encara estan en servei en el Segle XXI.

## Història
El desenvolupament de la MG 30 va ser dirigit sota la direcció de Louis Stange en Rheinmetall, en l'oficina de Sömmerda. A pesar de que la producció de metralladores es va prohibir en Alemanya sota el Tractat de Versalles, la companyia alemanya de Rheinmetall va poder evadir aquesta part del tractat comprant la major part de la companyia suïssa Waffenfabrik Solothurn AG, i va situar les fàbriques en Suïssa. L'objectiu era rebre alguna ordre del Reichswehr per a rearmar les forces armades alemanyes, les quals estaven modernitzant el seu arsenal.
El disseny no va ser acceptat pel Reichswehr alemany, el qual va adoptar la MG 13. Rheinmetall, al no poder obtindré beneficis per la venta d'aquesta arma al govern alemany, va vendre el disseny de l'arma a la companyia suïssa Solothurn i a la companyia austríaca Steyr-Daimler-Puch. La producció d'aquesta arma va continuar, ja que els governs suïssos i austríacs van adoptar la metralladora, com a Solothurn S2-200 i Maschinengewehr Solothurn 1930, o MG 30, respectivament. Entre 2.000 i 3.000 van ser comprades per Hongria, on va ser designada com a Solothurn 31.M Golyószóró.

## Disseny
L'arma era refrigerada per aire, operada per retrocés, utilitzava la munició estàndard de 7,92 x 57 mm Mauser, alimentat des d'un carregador lateral (situat a la part esquerra de l'arma), el qual estava lleugerament corbat per al seu més fàcil ús i operació d'aquest. L'arma era de disseny relativament simple, amb la majoria de les seves parts disposaven d'una creu-secció arrodonida. La recambra tubular era una extensió de la jaqueta del canó. La culata de l'arma contenia una molla de retorn i la seva guia.
La MG 30 disparava tant en automàtic com en semiautomàtic depenent de com de fort es pressionava i enfonsava el seu gallet. La MG 30 disposava d'una cadència de foc d'entre 600 i 800 trets per minut en foc automàtic. Disposava d'un bípede situat a dos terceres parts de l'inici del canó.

## Variants
L'oficina de Rheinmetall Borsig va modificar el disseny de la MG 30 per al seu ús en avions, produint la Flugzeugmaschinengewehr 15, o Metralladora MG 15. Els canvis principals eren l'ús d'un doble tambor de municions, amb capacitat de 75 cartutxos, i l'eliminació de la culata pel seu ús en zones amb poc espai, com podia ser el cos d'un bombarder.
Altres modificacions conduïdes en 1936, van crear el nou model de metralladora aèria, la MG 17, la qual incloïa la possibilitat d'ús de cintes de municions com de tambors, incrementant la velocitat de foc fins a 1,200 bales per minut, i amb el seu disseny incorporant un sistema de dispar de forrellat tancat, el qual feia possible el seu ús amb les seves aspes de manera coordinada, sense danyar el seu motor ni les mencionades aspes.
Les armes de 7,92×57mm van ser considerades com a no aptes per al servei de la Luftwaffe una vegada les metralladores pesants MG 131 van entrar en servei. La majoria de les proteccions parcials dels nous avions de 1940 podien aturar la munició de 7,92x57mm SmK (que era munició penetrant).
Moltes MG 15, MG 17 i armes més modernes de 7,92 mm com la MG 81, van ser utilitzades per les forces terrestres, majoritàriament a partir de 1944. Moltes van ser modificades amb un bípede i una culata metàl·lica, i altres metralladores MG 17 i MG 81 alimentades per cinta van ser utilitzades com a armes especialitzades per al seu ús antiaeri en muntures dobles i quàdruples.
47 d'aquestes metralladores van ser produïdes en el calibre de 7×57mm Mauser per a El Salvador.

## Usuaris
- Austràlia
- Bulgària
- El Salvador[2]
- Alemanya nazi
- Hongria:[3] Solothurn 31.M Golyószóró[4]